# Aphrophila subterminalis
Aphrophila subterminalis är en tvåvingeart som beskrevs av Alexander 1967. Aphrophila subterminalis ingår i släktet Aphrophila och familjen småharkrankar. Inga underarter finns listade i Catalogue of Life.